# Штолцель Вільгельм Володимирович
Вільге́льм Володи́мирович Што́лцель (25 травня 1992 р., Мукачево, Закарпатська область — 11 липня 2014, пункт пропуску Довжанський, Луганська область) — український прикордонник. Загинув в ході антитерористичної операції на Донбасі.

## Життєпис
Вільгельм Штолцель народився в місті Мукачево. Батьки: Наталія Василівна та Володимир Андрійович.
Мав молодшу сестру — Юліанну.
Закінчив у 2013 році Ужгородський національний університет за кваліфікацією фахівця з розробки та тестування програмного забезпечення.
Коли почався Євромайдан, Віллі шкодував, що не може захистити свою країну. Не раз казав: «Краще б там помер з іншими хлопцями… ніж житиму пустим життям… так нічого й не зробивши». На майдані все стихло, а Вільгельм 11 квітня 2014 став курсантом 7-ї навчальної групи 3 відділу підготовки молодших спеціалістів Навчального центру Державної прикордонної служби України в Оршанці. Склав присягу 30 квітня. Не минуло й двох місяців, як Вільгельм добровільно пішов на війну. Мати загиблого не знала про цей вчинок.
10 липня син привітав свого батька з днем народження телефоном, а вночі загинув.

### Загибель
Загинув 11 липня 2014 року внаслідок ракетної атаки біля Зеленопілля. Позиції опорного пункту українських сил, де розмістилися підрозділи 24-ї механізованої, 72-ї механізованої, 79-ї аеромобільної бригад і мотоманеврена група прикордонників у Луганській області, були обстріляні з установки «Град» приблизно о 4:30 ранку. Тоді ж полягли Ігор Момот, Олег Глущак, Василь Поляков, Дмитро Сирбу, Анатолій Луцко.

## Вшанування
- Президент Петро Порошенко 15 липня 2014 року підписав Указ «Про відзначення державними нагородами військовослужбовців Збройних сил України» та нагородив посмертно солдата Вільгельма Штолцеля орденом «За мужність» III ступеня (посмертно)[3]. 24 липня 2014 року у великому залі виконавчого комітету Мукачівської міської ради відбулася церемонія передачі батькам Вільгельма Штолцеля ордена «За мужність».
- 31 липня 2014 року Мукачівська міська рада 6-го скликання на своїй 62-й сесії назвала на честь Вільгельма Штолцеля вулицю, яка до того мала назву «Бакуніна», а також безіменний раніш провулок в районі вулиць Герцена-Бакуніна[4].
- Почесний громадянин міста Мукачева (посмертно; 28.5.2015).